# John George Nicolay
John George Nicolay (Essingen, 26 febbraio 1832 – 26 settembre 1901) è stato uno scrittore e funzionario statunitense.
Nato come Johann Georg in Essingen, nella Renania Bavarese, emigrò con il padre a sei anni negli Stati Uniti, dove frequentò la scuola a Cincinnati. Successivamente si recò in Illinois, dove divenne assistente del segretario di Stato dell'Illinois. Occupando questa posizione, incontrò Abraham Lincoln e ne divenne un fedele collaboratore.
Nel 1861, Lincoln nominò Nicolay suo segretario privato, il primo atto ufficiale della sua nuova amministrazione. Nicolay servì in questa carica fino alla morte di Lincoln nel 1865. Poco prima l'assassinio del presidente, Nicolay fu nominato a una posizione diplomatica in Francia. Dopo la morte del presidente, Nicolay divenne infatti Console degli Stati Uniti a Parigi (1865-1869).
Per qualche tempo dopo il suo ritorno negli Stati Uniti, si occupò del Chicago Republican. Egli era marshall della Corte Suprema degli Stati Uniti (1872-1887). Nel 1881, Nicolay scrisse il libro The Outbreak of the rebellion ("Lo scoppio della ribellione").
Assieme a John Hay, altro assistente di Lincoln, collaborò alla biografia ufficiale del Presidente. Apparve nella serie The Century Magazine (1886-1890) ed è stato poi rilasciato (1890-1894) in forma di libro come dieci volumi, insieme con le opere complete di due volumi di Abraham Lincoln. La biografia che ne risulta è una risorsa definitiva su Lincoln e il suo tempo. Nicolay e Hay curarono anche le opere di Lincoln in dodici volumi (1905).